# Любовник леди Чаттерлей

Первое издание

«Любовник леди Чаттерлей» (англ. Lady Chatterley's Lover) — роман Дэвида Лоуренса, впервые опубликованный в 1928 году. Публикация вызвала большой скандал, связанный с многочисленными откровенными описаниями сцен сексуального характера, и книга была одно время запрещена в разных странах. "Любовник леди Чаттерлей" был многократно экранизирован. Автор создал три варианта своего романа и последний из них признал окончательным.
Роман описывает классический любовный треугольник: молодая красивая жена, муж-инвалид и угрюмый, даже несколько злобный лесник, приглядывающий за поместьем. Кроме того, роман также затрагивает социальные (муж, леди и лесник происходят из различных сословий) и сексуальные аспекты (подробные описания пробуждения сексуального влечения к леснику у Констанции и их любовных сцен).
Современниками роман был воспринят как вызов обществу и в 1928 году был запрещён в Великобритании к дальнейшему изданию, а готовый тираж был изъят и уничтожен. Впервые полную бескупюрную версию романа в 1960 году выпустило издательство Penguin Books. Блюстители нравственности пробовали привлечь издательство к ответственности в соответствии с английским законом о непристойных публикациях. Но судом был вынесен оправдательный вердикт. Судебное разбирательство привлекло внимание к роману. В первые шесть недель накануне Рождества 1960 года были куплены 2 миллиона экземпляров, а затем уже в 1961 году  – еще 1,3 млн.
На русский язык переводился несколько раз: в 1932 году — Татьяной Ивановной Лещенко-Сухомлиной (под названием «Любовник леди Чаттерлей» и написанием фамилии автора как Лоренс), в конце 1980-х — начале 1990-х годов — И. Багровым и Мариной Литвиновой (под названием «Любовник леди Чаттерли»), в 2000-е годы — Валерием В. Чухно (под названием «Любовник леди Чаттерлей»).

## Сюжет
В 1917 году Констанция Рейд, двадцатидвухлетняя девушка, дочь известного в своё время художника Королевской академии сэра Малкольма Рейда, выходит замуж за баронета Клиффорда Чаттерлея. Счастье Констанции Чаттерлей было недолгим. Через полгода после свадьбы её молодой муж Клиффорд в результате полученного в бою ранения превратился в полупарализованного инвалида, прикованного к коляске. Супружеская жизнь для Констанции свелась к совместным трапезам, многочасовым разговорам, чтению вслух и одиночеству в постели.
В 1920 году Клиффорд и Констанция возвращаются в имение Рэгби — родовое имение Чаттерлеев. Несмотря на инвалидность мужа, Конни (так ласково называл жену Чаттерлей) любит его и готова ухаживать за ним и сохранять ему верность, но он, понимая, что для молодой женщины жизнь без секса может быть затруднительной, благородно разрешает ей завести любовника, если найдётся подходящая кандидатура. Сэр Клиффорд даже согласен дать ребёнку своё имя, если жена забеременеет.
Во время одной из прогулок Клиффорд знакомит Конни с их новым егерем, Оливером Меллорсом. Конни любит гулять в лесу, и поэтому время от времени происходят её случайные встречи с егерем, способствующие возникновению взаимного интереса. В конце концов Констанция становится любовницей Оливера. Считая это чисто сексуальным увлечением, Констанция поначалу с ним предаётся всё более изысканным сексуальным экспериментам.
Однако после длинного отпуска Констанция понимает, что испытывает к Оливеру настоящую любовь. Несмотря на согласие своего мужа сэра Клиффорда на рождение ребёнка, который носил бы фамилию баронета и стал бы его наследником, она решает связать свою жизнь с любимым мужчиной и дать ребенку имя его настоящего отца.

## Экранизации
По роману снят ряд художественных фильмов:
- Любовник леди Чаттерлей (1955);
- Молодая леди Чаттерлей (1977);
- Любовник леди Чаттерлей (1982);
- Молодая леди Чаттерлей 2 (1985, софт-порно);
- История леди Чаттерлей (1989);
- Любовник леди Чаттерлей (мини-сериал Кена Рассела, 1993)
- Леди Чаттерлей (2006);
- Роман Чаттерлей (2006, телефильм);
- Любовник леди Чаттерлей (2015);
- Любовник леди Чаттерлей (2022).

Кроме того, в 1973 году вышел индийский фильм англ. Edakallu Guddada Mele, экранизация одноимённого романа, ставшего адаптацией книги Лоуренса. 

В 1979 году вышла малайская экранизация «Любовник леди Чаттерлей» — англ. Sarapancharam.
В 2006 году Би-би-си сняла фильм Дело Чаттерлей о судебном процессе по поводу издания романа, проходившем в Лондоне в октябре 1960 года.